# Psidium galapagaeum
Psidium galapagaeum är en myrtenväxtart som beskrevs av Joseph Dalton Hooker. Psidium galapagaeum ingår i släktet Psidium och familjen myrtenväxter. Inga underarter finns listade i Catalogue of Life.